# William Paterson
William Paterson (Dumfries y Galloway, Escocia, abril de 1658-Westminster, Londres, 22 de enero de 1719) fue un comerciante y banquero escocés.

## Biografía
William Paterson nació en Tinwald, Dumfries y Galloway, Escocia, y vivió con sus padres hasta los diecisiete años, cuando emigró primero (brevemente) a Bristol y luego a las Bahamas. Fue aquí donde por primera vez concibió el Plan Darién; el plan era crear una colonia en el istmo de Panamá, para facilitar el comercio con el Lejano Oriente.

### Carrera
Paterson regresó a Europa e invirtió su fortuna en los bancos holandeses, y trató de convencer al gobierno inglés de Jacobo II para llevar a cabo el Plan de Darién. Cuando le negó el apoyo, intentó entonces persuadir a los gobiernos del Sacro Imperio Romano y la República de Holanda para establecer una colonia en Panamá, pero fracasó en ambos casos.
Paterson regresó a Londres e hizo su fortuna con el comercio exterior (principalmente en las Indias Occidentales) con la Compañía Mercante Taylors. En 1694 promovió la fundación del Banco de Inglaterra. Publicó un folleto llamado Una Breve Reseña del Banco de Inglaterra, para actuar como el Banco del Gobierno Inglés. Propuso un préstamo de 1,2 millones de libras esterlinas al gobierno; a cambio Paterson fue incorporado como uno de los directores. El Banco de Inglaterra, con privilegios de la banca oficial, incluido el imprimir Papel Moneda, recibió La Carta Real el 27 de julio de 1694. Un año después Paterson fue retirado del cargo por un escándalo financiero. 
Paterson se trasladó a Edimburgo, donde fue capaz de convencer al gobierno escocés para llevar a cabo el Plan de Darién, e influyó en la creación de la Compañía de Escocia (1695), germen del futuro Royal Bank of Scotland. Paterson acompañó a la desastrosa expedición escocesa a Panamá (1698), donde su esposa y su hijo murieron, y él enfermó gravemente, fue de los pocos sobrevivientes. A su regreso a Escocia, en diciembre de 1699, tanto él como su país estaban prácticamente en bancarrota. Después de reanudarse las operaciones comerciales, Paterson se convirtió en el instrumento del movimiento para la unión de Escocia e Inglaterra, que culminó con el apoyo a la Ley de Unión 1707. Pasó los últimos años de su vida en Westminster, y murió en enero de 1719. Un misterio aún rodea el sitio del entierro de Paterson. Muchos creen (incluidos funcionarios del Banco de Inglaterra) que está enterrado en la Abadía de Cariño en Dumfriesshire.